# Zihuatanejo
Zihuatanejo es una ciudad y puerto mexicano ubicado en el suroeste del estado de Guerrero, en la región Costa Grande, a 354 km de la capital del estado Chilpancingo, 255 km del puerto de Acapulco y a 482  km de la Ciudad de México. Es la cabecera del municipio de Zihuatanejo de Azueta.
Zihuatanejo está atravesado por la Sierra Madre del Sur, es capital regional de la Costa Grande de Guerrero y colinda con Ixtapa, que se encuentra a 5 km de distancia. De acuerdo al censo de población realizado por el Instituto Nacional de Estadística y Geografía en el año 2010, el puerto contaba hasta ese año con un total de 67 408 habitantes, representando el 57,02 % de la población total del municipio y posicionándola como la cuarta ciudad más poblada de Guerrero.
Luego de consolidarse el Virreinato de Nueva España y su división política, Zihuatanejo llegó a formarse como un pequeño poblado pesquero y se construyeron algunas haciendas a sus alrededores; algunos barcos procedentes de Europa anclaban en la bahía para abastecerse de maderas y minerales. En 1911 la Revolución Mexicana se extendió por todo el estado y en Zihuatanejo los hermanos Alfredo, Leonel, Héctor y Homero López iniciaron la lucha, debido a esto, la costa fue afín a las ideas del movimiento revolucionario, uniéndose a la lucha; debido a esos acontecimientos, se alteró el ritmo normal de vida local y hubo de sufrirse la presencia de los huéspedes de varios bandos y doctrinas, incluyendo a las fuerzas federales. Hubo saqueos, problemas conocidos como el pillaje y vandalismo en escala menor.
Es actualmente uno de los destinos turísticos más importantes del estado y del país, debido a la gran variedad de playas, su ubicación geográfica, su variedad gastronómica y debido a la cercanía con la localidad de Ixtapa, combinando la modernidad y el lujo de la misma y el centro tradicional y pesquero de Zihuatanejo. Debido a la misma cercanía se ha considerado a las localidades como un binomio de playa, que debido a la gran afluencia de turistas nacionales e internacionales pertenece a la zona turística Triángulo del Sol del estado, junto con el puerto de Acapulco y el también pueblo mágico de Taxco de Alarcón.
En 2023 le fue otorgada la categoría de pueblo mágico, por el gobierno de México, con el fin de potencializar el turismo y patrimonio cultural del municipio.

## Toponimia
Existen dos versiones sobre el significado de la palabra Zihuatanejo, una tiene origen en los vocablos en purépechas itzi: agua, huata: cerro y nejo: amarillo verdoso que en conjunto se expresa como "agua del cerro amarillo". Por otro lado, existe otra versión que le atribuye los vocablos náhuatl: Cihuatl que significa mujer, en la cosmogonía mesoamericana cihuatete son aquéllas que mueren en el parto. Por ende este lugar era usado para despedir a la cihuatete (Cihuatl, o bien el "lugar a donde van las  mujeres que murieron en parto". Zihuatanejo
tzintli que atribuye a un diminutivo y co, que se refiere a un locativo o lugar. Todo esto en conjunto se expresa como "lugar de mujeres bellas".

## Historia

### Época prehispánica

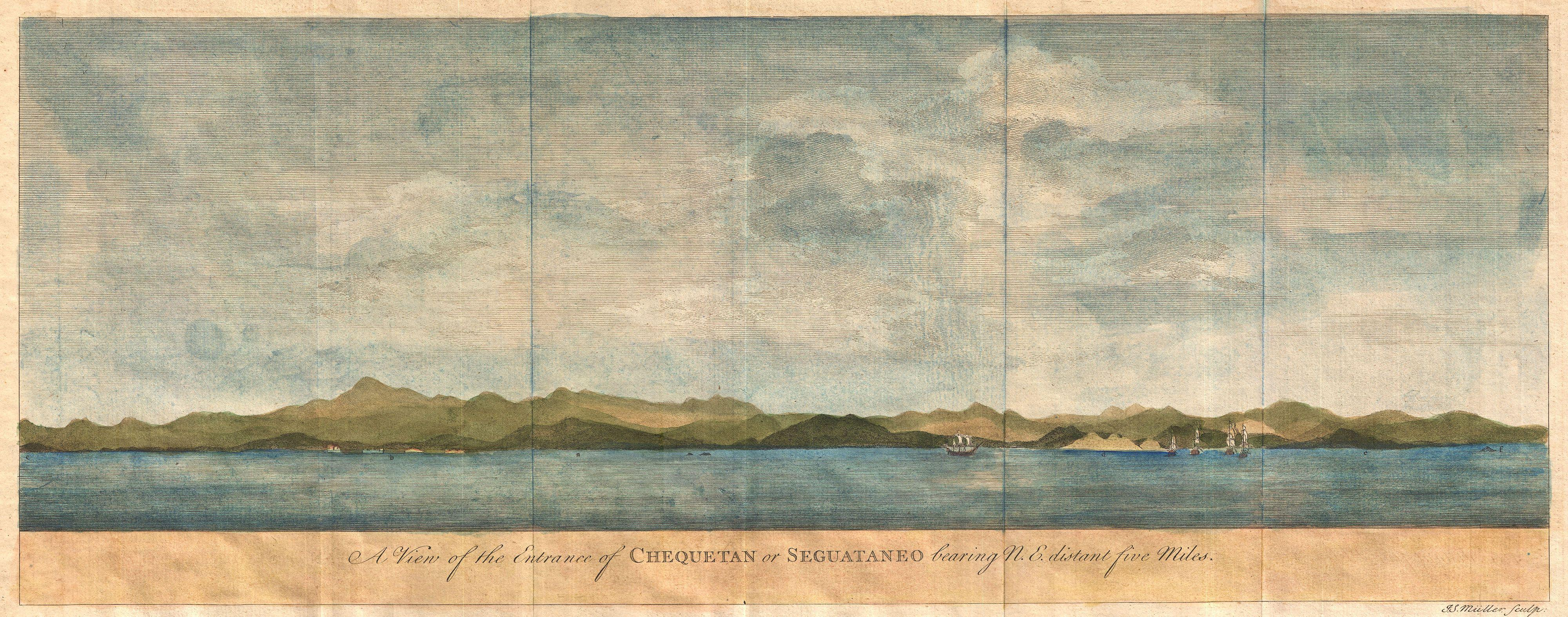
Zihuatanejo en 1748.

Los antecedentes de Zihuatanejo tienen probablemente su origen en una singular población llamada Cihuatlán situada al oeste de la población actual. Esta pertenecía a la provincia prehispánica de Cuitlatepan que poseía un gran territorio comprendido desde la actual población de Atoyac hasta los límites con la provincia de Zacatula (límites actuales entre los estados de Guerrero y Michoacán); y hacia el norte con los límites actuales entre Guerrero y el Estado de México. Cihuatlán se localizaba en un valle que formaban los ríos de Pantla e Ixtapa (Barrio Viejo o San José Ixtapa) y se trataba de uno de los dos puntos marítimos de Cuitlatacapan, el otro era Petatlán.
Su gente, los cuitlatecos, se dedicaban primordialmente al cultivo en campos y a la producción de artesanías. Destacan las mantas de algodón leonado y las veneras o conchas de mar talladas, estas últimas apreciadas por los mexicas. Cihuatlán fue posteriormente abandonada por sus habitantes, luego de que los mexicas en 1497 la sometieran a pagar tributos a su cultura. Por otra parte, en el actual sitio donde se asienta la población de Zihuatanejo, hacía al oriente de sus playas, existe un punto conocido como ‘’La madera’’, donde fueron descubiertos vestigios de lo que fue probablemente un santuario luego de encontrarse allí una gran variedad de fragmentos de figurillas prehispánicas. Sobre dicho santuario, a raíz de investigaciones, existe una versión que afirma que era dedicado a los dioses Cihuatetco, que era representado por la diosa de origen olmeca Cihuateotl. Cihuateotl representaba el alma de las mujeres muertas de parto y a las madres de los guerreros fallecidos en combate y también escoltaba al Sol desde el cenit del universo náhuatl, hasta su desaparición diaria por las tardes en el mar. También, existe la teoría de que se utilizaba para sepultar a algún personaje ilustre.
Posteriormente, con la conquista de los mexicas en poblaciones de la Costa Grande, la zona fue habitada por dos grupos denominados chumbia y panteca, emparentados con los coixcas. Los dos grupos se encargaban de la explotación de minas de sal en Ixtapan. Con esto llegaron a habitarse considerablemente los poblados de Ixtapa, Pantal, Puchotla y Misla.

### Conquista y época colonial

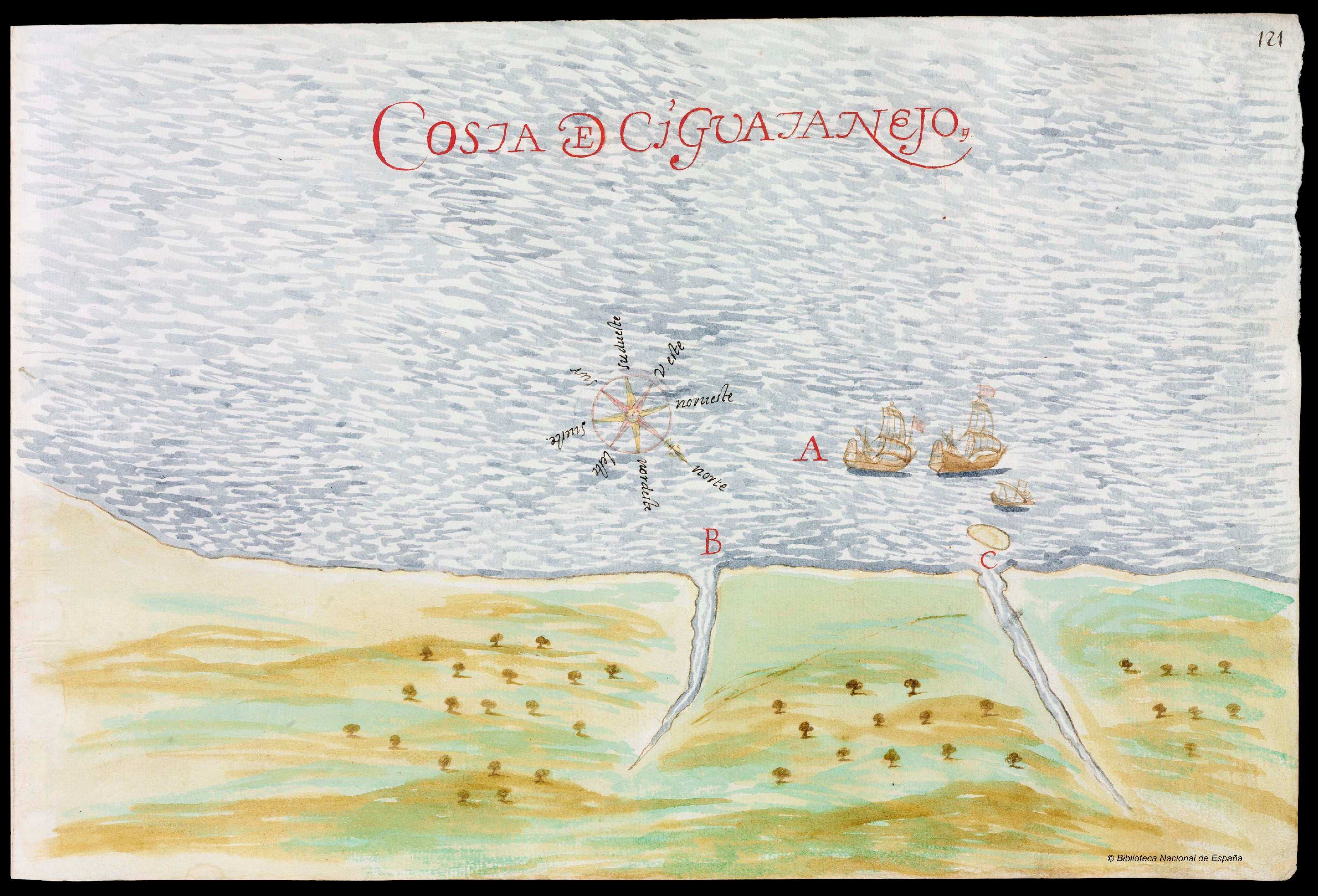
Página 121 de las Descripciones geográphicas e hydrográphicas de muchas tierras y mares del Norte y Sur en las Indias, en especial del descubrimiento del Reino de la California redactadas por el capitán Nicolás de Cardona tras su expedición de 1614.

Con el arribo de los españoles, aunado a la invasión mexica en la zona años antes, el abandono de la zona por parte de los cuitlatecos fue significativo, siendo su destino el regreso a su palacio en Zacapu - Tescalco- donde se encontrian con su gran dios y equilibrarian las piedras a su favor, nunca llegaron a su destino, fueron interceptados por los nuevos gobernantes españoles; con ello su lengua el cuitlateco se extinguió. Más tarde, con la designación de las encomiendas, las poblaciones de Ixtapa, Pochutla y Tamaloca le fueron encargadas a un hijo del conquistador Antón Sánchez. También existe otra versión que afirma que el primer español que llegó a explorar la zona fue Gonzalo de Umbría, que era servidor cercano a Hernán Cortés y fue enviado por este último a buscar oro en la zona de Zacatula y Cuitlatecapan.
Luego de consolidarse el Virreinato de Nueva España y su división política, Zihuatanejo llegó a formarse como un pequeño poblado pesquero y se construyeron algunas haciendas a sus alrededores; algunos barcos procedentes de Europa anclaban en la bahía para abastecerse de maderas y minerales. Dado a la abundancia de estos recursos naturales en la región, principalmente en maderas de roble y cedro rojo, en 1527 Hernán Cortés habilitó tres barcos en la zona construidos por carpinteros españoles que ofreció al el rey de España, Carlos I. Los nombres de las naves eran La Florida, Espíritu Santo y Santiago y zarparon de Zihuatanejo el 31 de octubre de ese año al mando de Álvaro de Saavedra y Cerón con destino a Filipinas. Únicamente, llegó La Florida a su destino, sin embargo, este fue el primer viaje que inauguró y consolidó a Zihuatanejo como puerto. A mediados del siglo XVI, el puerto sustituyó a los astilleros que se habían incendiado en Zacatula, pues en este sitio no pudieron ser reconstruidos.
Con el paso del virreinato, hubo una gran abundancia de cultivos de cacao, algodón, vainilla y maíz y una gran explotación de maderas de cedro, el roble, el nogal, el granadillo y de las coníferas de la sierra media. Estas últimas producían jugosas ganancias cuando se exportaban a Europa por medio del estrecho de Magallanes. Por otro lado, el puerto de Zihuatanejo no se salvó del ataque de piratas como Francis Drake, William Dampier y George Anson; este último logró hundir el buque español Caramelo en la bahía de dicho puerto. Para 1776, con la nueva organización política de la Nueva España, Zihuatanejo pasó a formar parte de la subdelegación de Zacatula.

### SigloXIX

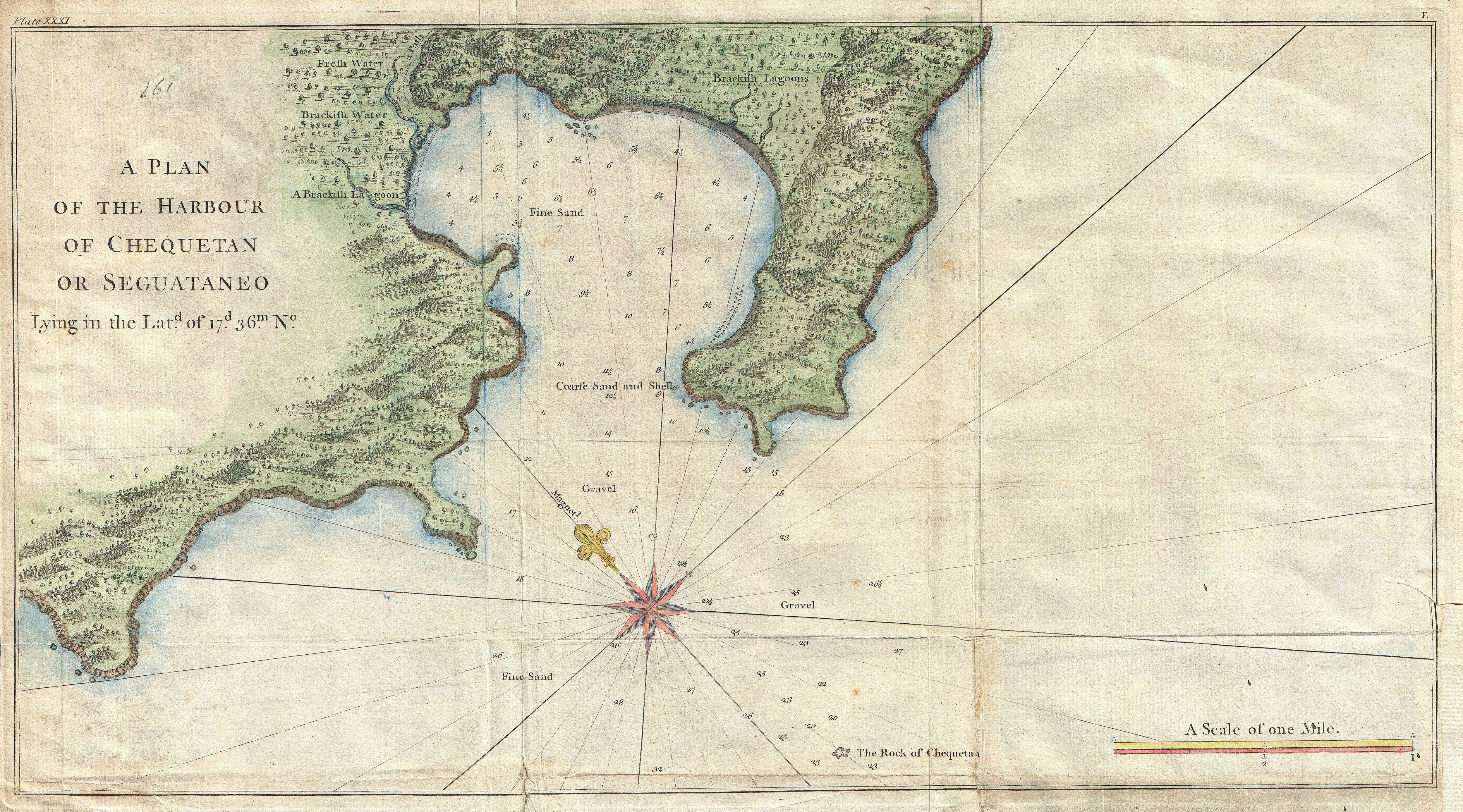
Mapa de 1745 del puerto de Zihuatanejo por George Anson.

Zihuatanejo seguía siendo una población muy pequeña, en ocasiones deshabitada, y núcleos mayores de habitantes se concentraban en otras comunidades cercanas como Agua de Correa, Pantla o El Coacoyul; en estas poblaciones y en la región circundante se explotaba la palmera de cocotero que había sido traída desde Filipinas y posteriormente favoreció la economía en el área. A pesar de que la compañía francesa Inguarán estableció fincas y tenía propiedad de numerosas tierras en el actual territorio del municipio de Zihuatanejo de Azueta y sus alrededores, no existe vestigio alguno de aquellas construcciones.
Al dar inicio la guerra de Independencia de México, José María Morelos utilizó a Zihuatanejo como un puerto logístico, sin embargo, no hubo algún acontecimiento histórico relevante durante dicho conflicto armado en la población y sus alrededores. Morelos al crear la provincia de Técpan en 1811, Zihuatanejo paso a integrarse en ella. Al consumarse la independencia y establecerse el primer imperio mexicano, la población pasó a formar parte de la Capitanía General del Sur creada por Agustín de Iturbide y dejada a cargo de Vicente Guerrero. Tres años después, cuando se instauró la república federal, Zihuatanejo quedó integrado en el distrito de Acapulco y en el Estado de México. Para 1849, cuando se erigió el estado de Guerrero, Zihuatanejo se integró como una localidad en el municipio de La Unión en el distrito de Galeana.

### SigloXX
El 23 de diciembre de 1953, Zihuatanejo se convirtió en cabecera del municipio de José Azueta (hoy Zihuatanejo de Azueta) formando parte del distrito de Montes de Oca.
Para 1971, el gobierno federal decretó un fideicomiso del Banco de México para crear un nuevo polo turístico denominado Ixtapa-Zihuatanejo. Los arquitectos Agustín Landa Verdugo y Enrique Landa Verdugo fueron responsables por el diseño urbano del nuevo complejo, el cual incluyó una zona hotelera, zonas comerciales y zonas unidades habitacionales, el proyecto inicio operaciones en 1974 con la apertura del primer hotel en Ixtapa (Hotel Aristos), en 1976 se inauguró el Aeropuerto Internacional ubicado a solo 10 minutos de la ciudad y en 1978 se inauguró la primera unidad habitacional del Instituto del Fondo Nacional de la Vivienda para los Trabajadores el INFONAVIT La Noria. Desde entonces, la región se ha convertido en uno de los destinos turísticos más importantes del país, lo cual se refleja en el crecimiento de su población y su actividad económica.

## Geografía

### Localización y extensión
Zihuatanejo se localiza al suroeste del estado de Guerrero, en las coordenadas geográficas 17°38’12° N y 101°33’05’’ O. Ocupa una superficie territorial de 1468 kilómetros cuadrados que a modo porcentual equivalen a un 2,31 % con respecto a la superficie total del estado. Forma parte de la región geo-económica de Costa Grande del estado.

### Clima
El tipo de clima que predomina en su mayoría es cálido subhúmedo con lluvias en verano, aunque en el extremo norte se experimenta un clima de tipo Semicálido subhúmedo con lluvias en verano. Su temperatura media anual varía, en la parte sur del territorio predominan las temperaturas más altas que van de los 26 a 28 °C, en la parte central se dan temperaturas de 22 a 26 °C y en la parte norte, por efecto de orografía, se dan las temperaturas más bajas con 18 a 22 °C. El régimen de lluvias se presenta muy elevado al alcanzar los 3000 mm, se presentan precipitaciones menores con 1000 mm.
| Parámetros climáticos promedio de Zihuatanejo | Parámetros climáticos promedio de Zihuatanejo | Parámetros climáticos promedio de Zihuatanejo | Parámetros climáticos promedio de Zihuatanejo | Parámetros climáticos promedio de Zihuatanejo | Parámetros climáticos promedio de Zihuatanejo | Parámetros climáticos promedio de Zihuatanejo | Parámetros climáticos promedio de Zihuatanejo | Parámetros climáticos promedio de Zihuatanejo | Parámetros climáticos promedio de Zihuatanejo | Parámetros climáticos promedio de Zihuatanejo | Parámetros climáticos promedio de Zihuatanejo | Parámetros climáticos promedio de Zihuatanejo | Parámetros climáticos promedio de Zihuatanejo |
| Mes                                           | Ene.                                          | Feb.                                          | Mar.                                          | Abr.                                          | May.                                          | Jun.                                          | Jul.                                          | Ago.                                          | Sep.                                          | Oct.                                          | Nov.                                          | Dic.                                          | Anual                                         |
| --------------------------------------------- | --------------------------------------------- | --------------------------------------------- | --------------------------------------------- | --------------------------------------------- | --------------------------------------------- | --------------------------------------------- | --------------------------------------------- | --------------------------------------------- | --------------------------------------------- | --------------------------------------------- | --------------------------------------------- | --------------------------------------------- | --------------------------------------------- |
| Temp. máx. abs. (°C)                          | 36.5                                          | 37                                            | 36                                            | 37.5                                          | 41                                            | 39                                            | 42                                            | 41                                            | 38                                            | 39                                            | 38                                            | 38                                            | 42                                            |
| Temp. máx. media (°C)                         | 31                                            | 31                                            | 31                                            | 32                                            | 32                                            | 32                                            | 32                                            | 32                                            | 31                                            | 32                                            | 31                                            | 31                                            | 32                                            |
| Temp. media (°C)                              | 25                                            | 28                                            | 26                                            | 27                                            | 24                                            | 27                                            | 25                                            | 25                                            | 25                                            | 25                                            | 24                                            | 24                                            | 28                                            |
| Temp. mín. media (°C)                         | 19                                            | 18                                            | 19                                            | 21                                            | 22                                            | 24                                            | 23                                            | 23                                            | 23                                            | 23                                            | 22                                            | 20                                            | 21                                            |
| Temp. mín. abs. (°C)                          | 10                                            | 12                                            | 14                                            | 14.5                                          | 14.5                                          | 19                                            | 16.5                                          | 17.5                                          | 17.5                                          | 17                                            | 14                                            | 12                                            | 10                                            |
| Precipitación total (mm)                      | 27                                            | 8                                             | 0                                             | 0                                             | 21                                            | 186                                           | 196                                           | 215                                           | 375                                           | 108                                           | 26                                            | 11                                            | 1165                                          |
| Fuente: Weatherbase                           |                                               |                                               |                                               |                                               |                                               |                                               |                                               |                                               |                                               |                                               |                                               |                                               |                                               |

### Localización

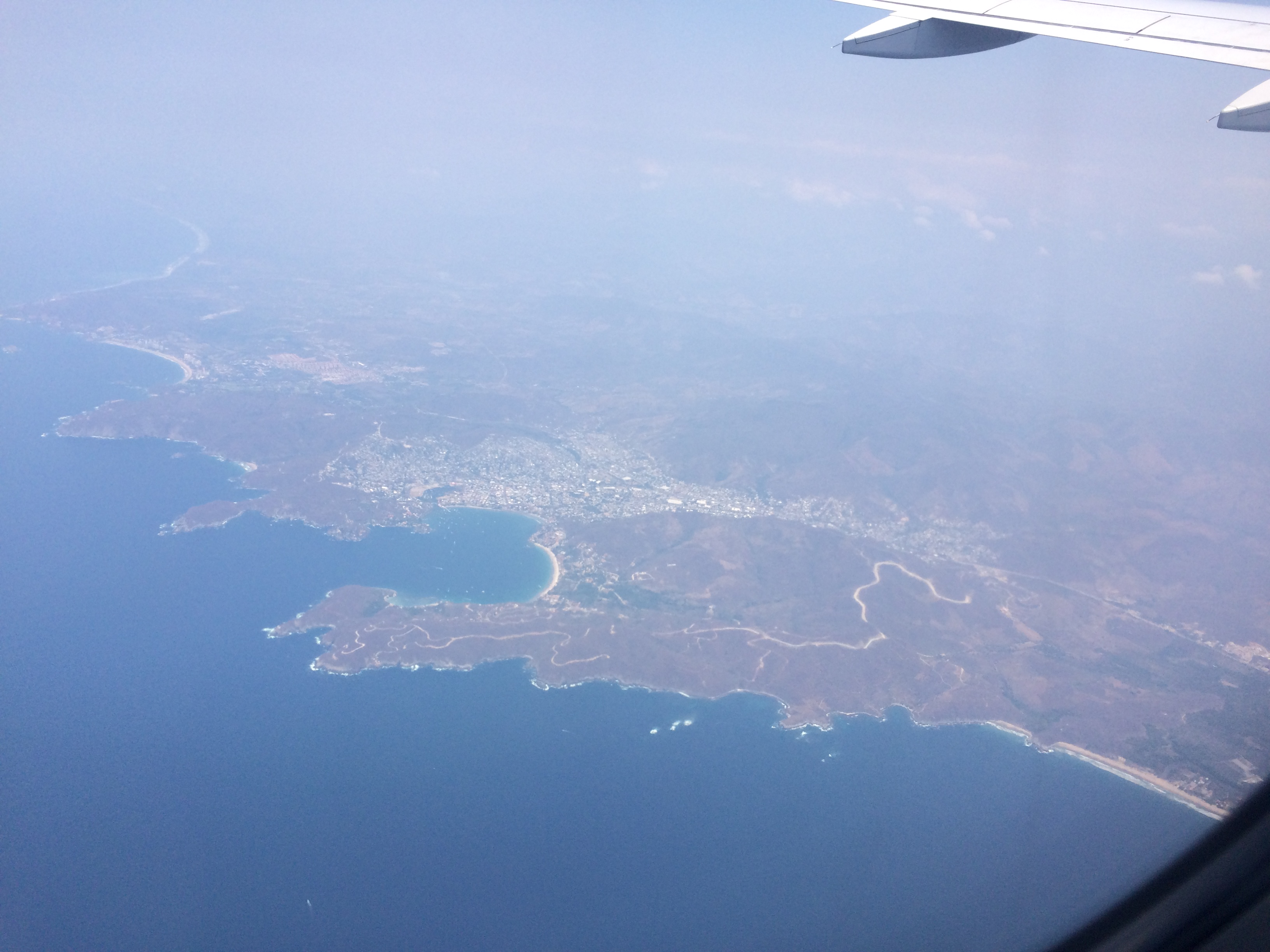
Vista aérea de Zihuatanejo

Se encuentra en la región Costa Grande de Guerrero, a una altitud promedio de 20 metros sobre el nivel del mar. La región de la Costa Grande es una de las siete regiones que conforman el estado de Guerrero, al suroeste de México.
Se ubica en parte del sur, suroeste y oeste del estado, colindando al norte con la región de Tierra Caliente y parte del estado de Michoacán, al sur con el Océano Pacífico, al oeste con el estado de Michoacán y parte del océano Pacífico, y al este con las regiones de Acapulco y Centro.

### Distancias
Distancia de Zihuatanejo a algunas ciudades de México
- Ixtapa (8 km)
- Acapulco (254 km)
- Chilpancingo (338 km)
- Iguala (386 km)
- Taxco de Alarcón (421 km)
- Guadalajara (528 km)
- Santiago de Querétaro (533 km)
- León (541 km)
- Puebla (617 km)
- Ciudad de México (641 km)
- Puerto Vallarta (713 km)
- Veracruz (894 km)
- Mazatlán (1005 km)
- Monterrey (1171 km)
- San José del Cabo (1843 km)
- Juárez (1968 km)
- Cancún (2105 km)
- Tijuana (2754 km)

### Flora
En flora, se conforma mayoritariamente por bosques de tipo pino y encino, de cedro rojo y bocote alcanzando alturas de 10 a 15 metros, y Selva baja y mediana caducifolia, estos se caracterizan al desprender sus hojas en tiempos secos. Hacia el oeste, centro y sur se halla la selva Mesófila, particularmente en la cabecera municipal donde también se desarrollan actividades como la agricultura de riego.

### Fauna
Con respecto a la fauna existente destacan especies como el tlacuache, huacuatzenes, murciélagos, insectos-fructívoros, armadillos, conejos, venado de cola blancas, liebres, jabalíes, zorra gris, gato montés, onza, comadreja, nutría de río, iguana, etc. Por su parte, en la fauna marina abundan especies como el huachinango, mojarras, sonco, pápano, tortugas, entre otros.

## Demografía

### Población
Conforme a los resultados que presentó el Conteo de Población y Vivienda, ejercicio llevado a cabo por el Instituto Nacional de Estadística y Geografía en el año 2020, Zihuatanejo tenía hasta ese año una población total de 70,760 habitantes, dividiéndose esta cifra por sexo 36,613 eran hombres y 34,147 eran mujeres.
Notas
      Fuente:Instituto Nacional de Estadística y Geografía. 
- Censos de población (1900 - 1990, 2000, 2010 y 2020)[22]
- Conteos de Población (1995 y 2005)[22]

### Estructura poblacional
En Zihuatanejo hay un total de 16 672 hogares. De estos 16 543 viviendas, 1946 tienen piso de tierra y unos 5161 consisten de una sola habitación. 15472 de todas las viviendas tienen instalaciones sanitarias, 13 017 son conectadas al servicio público, 15 985 tienen acceso a la luz eléctrica. La estructura económica permite a 2880 viviendas tener una computadora, a 10 101 tener una lavadora y 15 323 tienen una televisión.

### Religión
En Zihuatanejo existe un gran número de población que profesa alguna religión.
- Porcentaje de población que profesa la religión católica: 71,20%
- Porcentaje de población con religiones Protestantes, Evangélicas y Bíblicas: 14,90%
- Porcentaje de población con otras religiones: 4,70%
- Porcentaje de población atea o sin religión: 8,80%

### Población indígena
En Zihuatanejo 2182 personas viven en hogares indígenas. Hablan un idioma indígena 1116 de los habitantes de más de 5 años de edad. El número de los que solo hablan un idioma indígena pero no hablan español es 5, los que hablan también español son 975.
- Población indígena: 15 612
- Población indígena (mujeres): 2264
- Población indígena (hombres): 2332

## Gobierno
El 23 de diciembre de 1953, se constituyó el municipio con el nombre de José Azueta formando parte del distrito de Montes de Oca. El 6 de mayo de 2008, el municipio cambió de nombre a Zihuatanejo de Azueta sustituyendo a José Azueta. Esto con base al Decreto N.º 540 expedido por el Congreso de Guerrero y publicado en el Periódico Oficial del Gobierno del Estado, convirtiéndose el puerto como capital municipal.

### Administración municipal
Actualmente el gobierno está compuesto por:
- Presidente Municipal, representado por Jorge Sánchez Allec, por la coalición «Todos por México» conformada por el conformada por el Partido Revolucionario Institucional (PRI), el partido Nueva Alianza (PANAL) y el Partido Verde Ecologista de México (PVEM) para el periodo 2018-2021.[24]
- Un Síndico procurador
- 6 regidores de mayoría relativa
- 3 regidores de representación proporcional

### Representación legislativa
Para la elección de los Diputados locales al Congreso de Guerrero y de los Diputados federales a la Cámara de Diputados de México, Zihuatanejo se encuentra integrado en los siguientes distritos electorales:

#### Local
| Distrito                                 | Cabecera              | Diputado                 | Secciones | Partido | Ref.   |
| ---------------------------------------- | --------------------- | ------------------------ | --------- | ------- | ------ |
| XI Distrito Electoral Local de Guerrero  | Zihuatanejo de Azueta | Adalid Pérez Galeana     | 114       |         | [ 25 ] |
| XII Distrito Electoral Local de Guerrero | Zihuatanejo de Azueta | Cervando Ayala Rodríguez | 103       |         | [ 25 ] |

#### Federal
| Distrito                                   | Cabecera              | Diputado                         | Partido | Ref.   |
| ------------------------------------------ | --------------------- | -------------------------------- | ------- | ------ |
| III Distrito Electoral Federal de Guerrero | Zihuatanejo de Azueta | María del Carmen Cabrera Lagunas |         | [ 26 ] |

## Turismo
En 1976 empezó el auge turístico y poblacional del puerto, esto debido a que el Gobierno federal estableció un fideicomiso para la creación del polo turístico Ixtapa Zihuatanejo, al estar a tan solo 8 km, favoreció dándole una nueva imagen urbana y mayor importancia turística al puerto pesquero de Zihuatanejo.
Zihuatanejo se ha convertido en uno de los destinos turísticos más importantes del estado y del país, debido a la gran variedad de playas, su rica variedad gastronómica y combinando la modernidad y el lujo de Ixtapa Zihuatanejo y el centro tradicional y pesquero de Zihuatanejo. Debido a la misma cercanía se ha considerado a las localidades como un binomio de playa, que debido a la gran afluencia de turistas nacionales e internacionales pertenece a la zona turística Triángulo del Sol del estado, junto con el puerto de Acapulco y el pueblo mágico de Taxco de Alarcón.

### Triángulo del Sol
Zihuatanejo pertenece al Triángulo del Sol la cual es una zona turística en Guerrero, la cual recorre la Sierra Madre del Sur, su nombre se debe a que las ciudades turísticas forman un triángulo, de acuerdo a sus ubicaciones dentro del estado. Esta zona turística está conformada por las ciudades de Acapulco, en el sur, el binomio de Ixtapa - Zihuatanejo, en la costa grande y el Pueblo Mágico de Taxco, en el norte del estado. Estas ciudades son las que reciben más turistas en Guerrero, teniendo en su conjunto 25 982 habitaciones de hospedaje en 2019.

### Pueblo Mágico
Zihuatanejo fue nombrado Pueblo Mágico debido a su riqueza cultural y turística, fue en el año 2023 cuando la Secretaría de Turismo le otorgó la categoría de pueblo mágico, siendo una de las tres localidades en recibir este nombramiento en el estado.
| Número | Localidad   | Estado   | Fecha de inscripción |
| ------ | ----------- | -------- | -------------------- |
| 2      | Zihuatanejo | Guerrero | 2002                 |

### Atractivos y sitios de interés

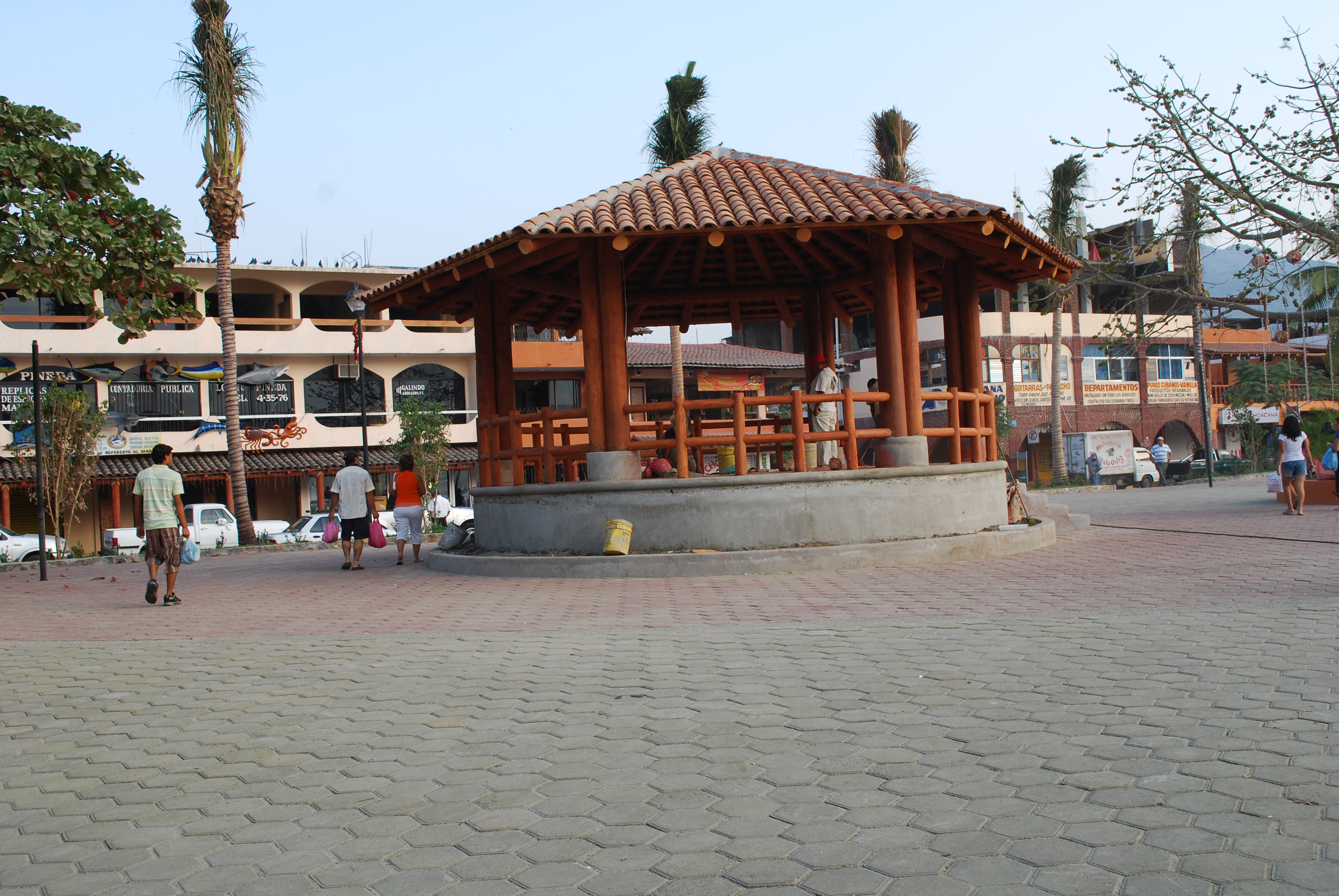
Plaza principal.

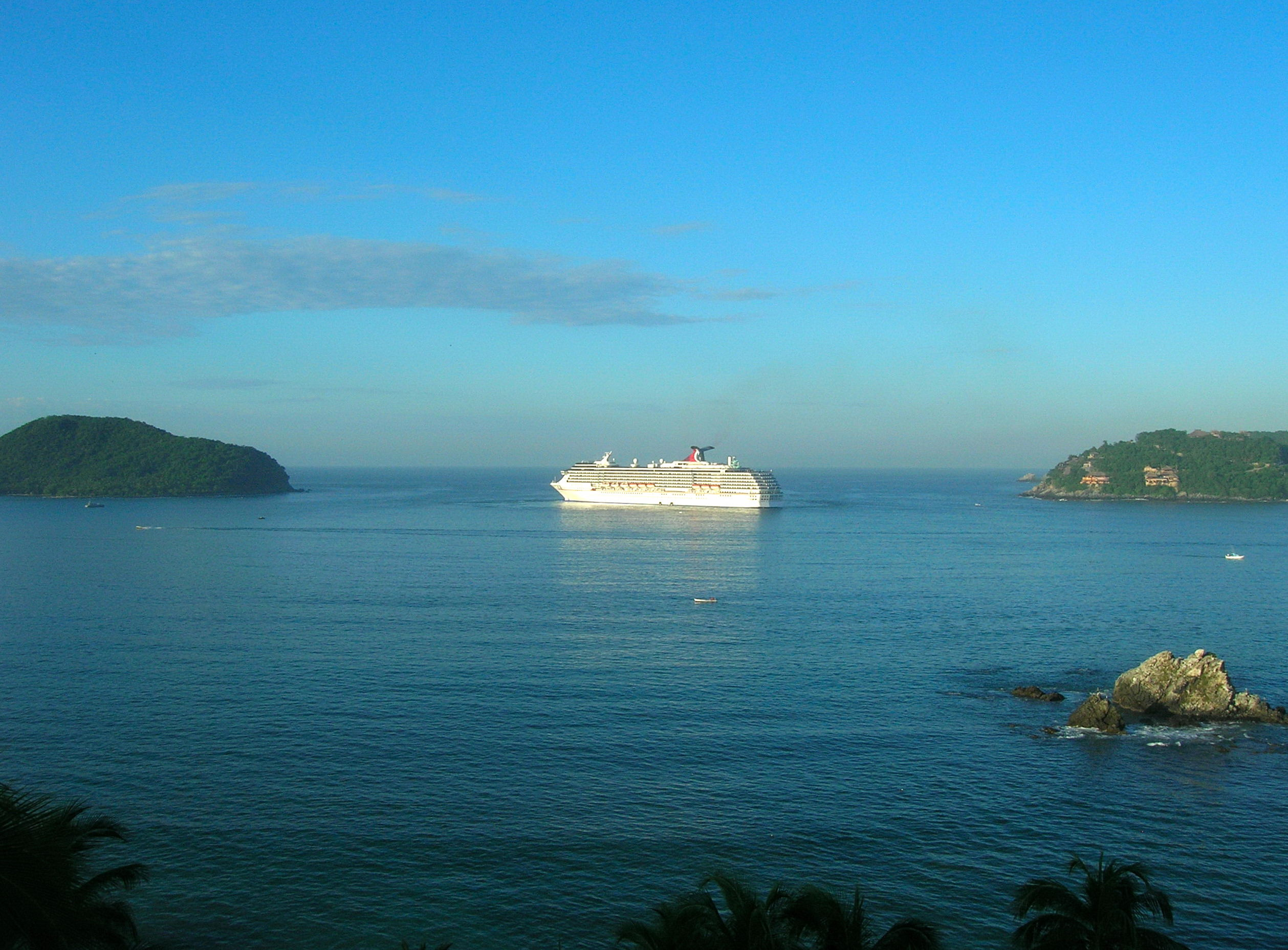
Crucero en la bahía.

#### Parroquia de Zihuatanejo
La Parroquia de nuestra Señora de Guadalupe ubicada en el centro de la cabecera municipal. Es la más importante del lado de Zihuatanejo y es considerada monumento arquitectónico de la ciudad.

#### Paseo del Pescador
El muelle pasarela Paseo del Pescador (Ruta de los Pescadores), también llamado el malecón. Este paseo arbolado peatonal bordea la playa municipal entre el museo arqueológico y el muelle de pesca. Se alinea con restaurantes que ofrecen mariscos y muchos otros platos, así como una gran variedad de tiendas de venta de alfombras, artesanías y suvenires, y un mercado pequeño shell. Algunos de los restaurantes más conocidos de esta vía son La Sirena Gorda Restaurante, Casa Elvira, Porto di mare, La Cantinita de Zihua entre otros, que están especializados en comida mexicana y mariscos.

#### Busto de José Azueta
Busto del teniente José Azueta; estatua del general nacionalista Lázaro Cárdenas del Río, expresidente del México y estatua de Vicente Guerrero localizada a la entrada de la ciudad de Zihuatanejo.

#### Casa de la Cultura
El mirador y la Casa de la Cultura. Estos centros son de acogida de música, conciertos, presentaciones culturales y exposiciones de arte. La vía principal para los coches es Juan Álvarez, a una cuadra detrás del malecón. Secciones de varias de las principales calles se designan zonas peatonales.  La iglesia principal de la ciudad, la Parroquia de Nuestra Señora de Guadalupe, se encuentra cerca.

#### Edificio antiguo
El edificio más antiguo de Zihuatanejo fue parte de la hacienda Ingrana familia, que era una plantación de coco. Hoy en día, el edificio alberga un restaurante "Cocos", pero fue la instalación de almacenamiento de la plantación, cuando fue construido hace unos 150 años. La plantación se mantuvo en la familia hasta la Revolución Mexicana, cuando este edificio fue confiscado y convertido en un hospital de campaña y el resto de la finca se dividió en unidades más pequeñas. El actual restaurante abrió en 1979 después de la restauración de este edificio. Gran parte de la madera en la zona del bar es original. La galería de Cocos restaurante cuenta con una colección de trabajos realizados por Nicolás Guerrero nativos de Jesús.

#### Mercado de Artesanías
El Mercado de Artesanías cuenta con 250 tiendas, que venden una gran variedad de artesanías. El mercado también tiene la plata de Taxco y objetos laqueados de Olinalá, Guerrero, y la cerámica y pinturas sobre corteza de papel de la región de Valles Centrales de Oaxaca. El centro de la ciudad tiene su propia playa, llamada la "playa municipal", pero no se recomienda para la natación. Debido a su proximidad al puerto, hay un tráfico marítimo constante en esta parte de la bahía.

### Playas
- Playa La Ropa
- Playa Las Gatas
- Playa Contramar
- Playa La Madera

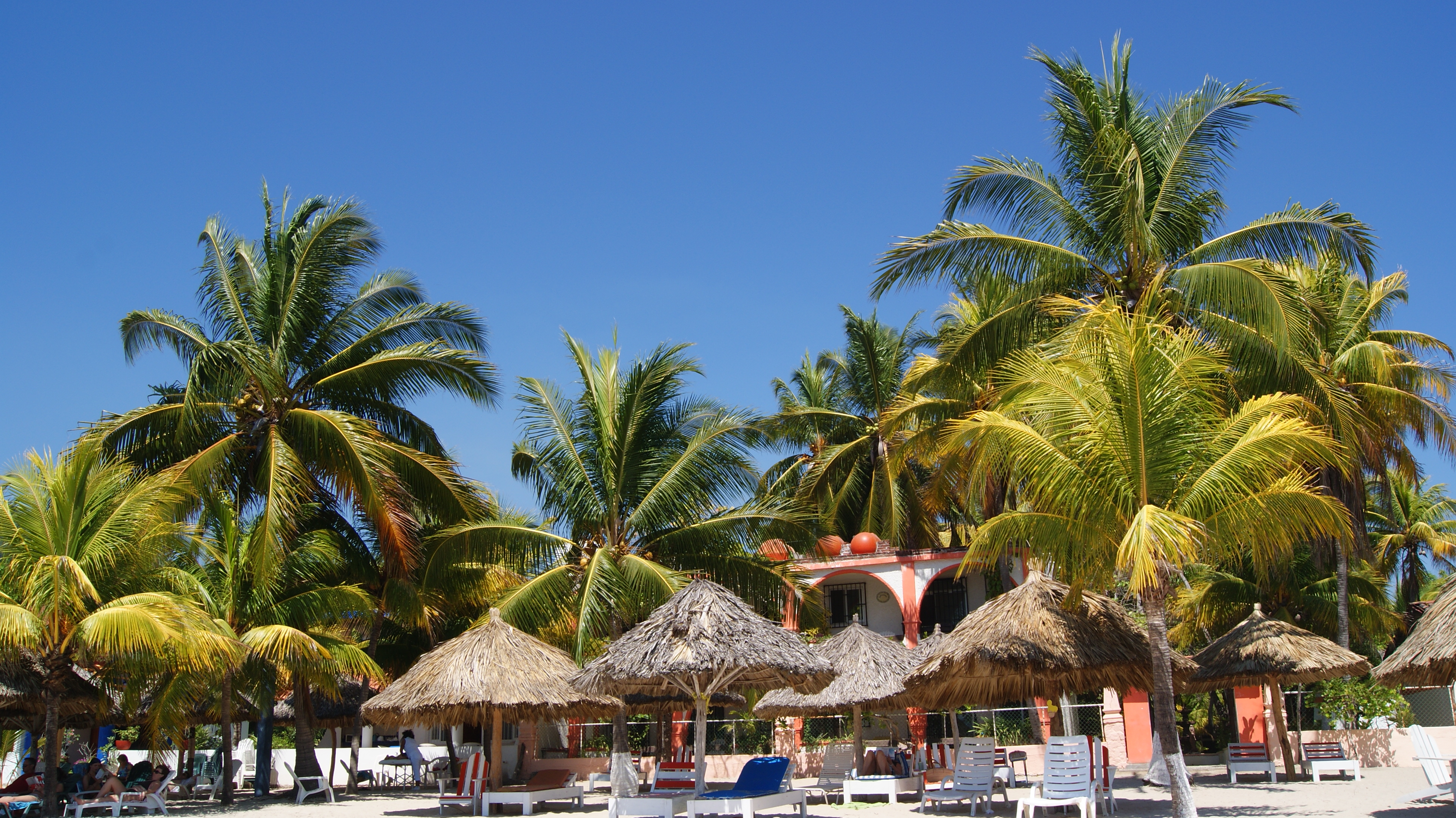
Playa La Ropa.

- Playa Principal (Playa Municipal o Playa del Puerto)
- Playa Manzanillo
- Playa Larga
- Playa Blanca
- Barra de Potosí

### Hoteles
Zihuatanejo cuenta con gran oferta hotelera variada entre los cuales se encuentran hoteles de 2 a 5 estrellas, hoteles boutique, villas, condominios de lujo, bungalows, casas de huéspedes, posadas, los cuales se encuentran ubicados principalmente en la zona centro de la ciudad y también en las laderas de las playas que rodean la bahía de Zihuatanejo como: Playa la Ropa, Playa las Gatas, Playa el Almacén, Playa Contramar y Playa la Madera.
Playa Blanca y Playa Larga cuentan actualmente con una nueva oferta hotelera y gastronómica de 1er. nivel para su comodidad y descanso, en esa área encontrara hoteles boutique, villas, condominios de lujo y bungalows. 
También en esa área encontrara para su diversión y relajamiento el Day Pass de "Hotel-Villas Punta Blanca" por $ 400.00 por persona.
El "Hotel-Villas Punta Blanca" se encuentra ubicado sólo 4 minutos de Aeropuerto Internacional de Ixtapa-Zihuatanejo muy cerca del Campamento Tortuguero Ayotlcalli además existen una gran variedad de restaurantes en esa zona.  

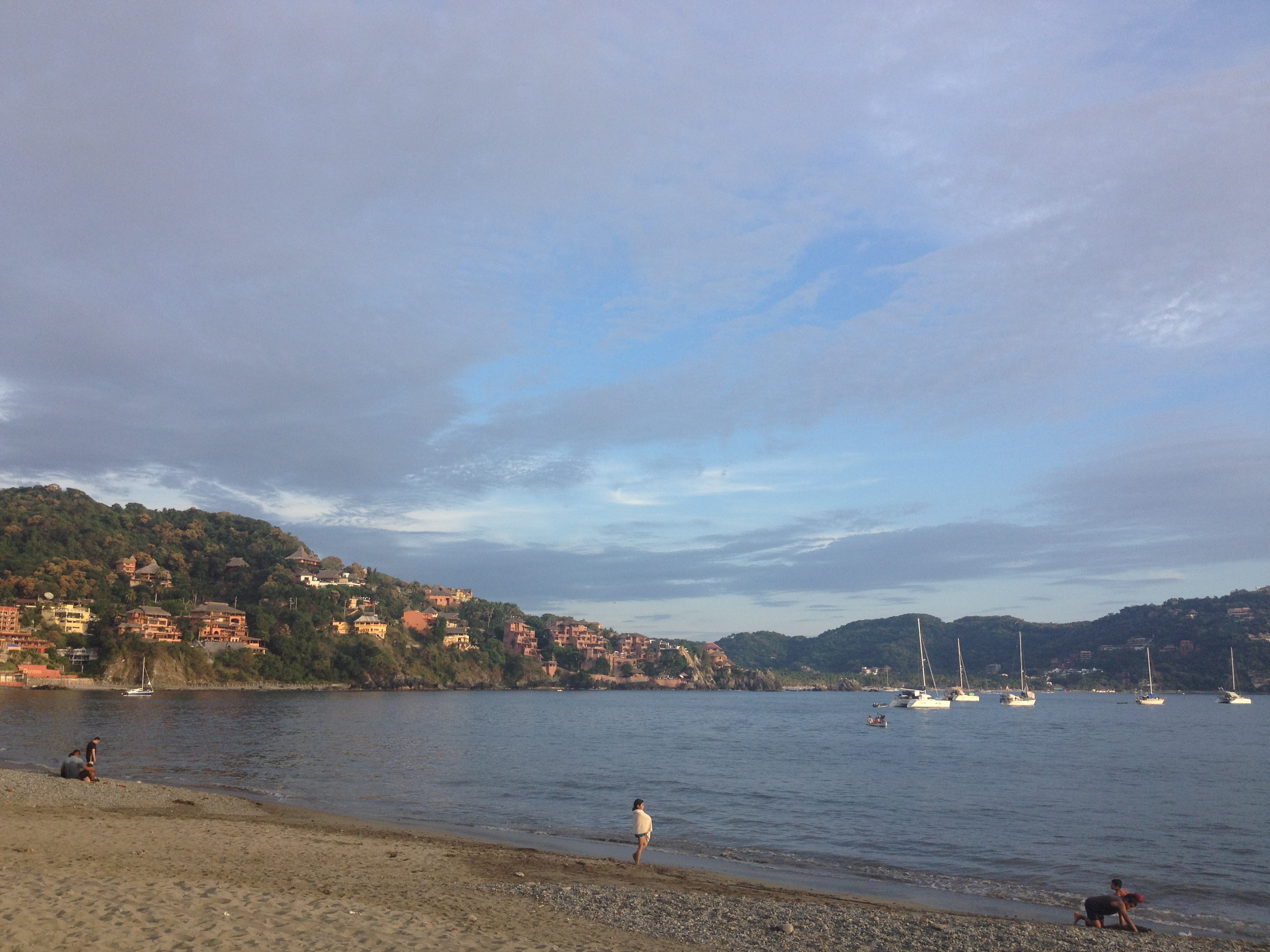
Playa La Ropa.

Principales complejos hoteleros de Zihuatanejo:
- "Hotel-Villas Punta Blanca"
- "Hotel-Villas las Azucenas"
- La Casa que Canta
- Thompson Zihuatanejo Resort & Spa
- Hilton Grand Vacations Zihuatanejo
- Pacifica Grand Zihuatanejo
- WorldMark Zihuatanejo by Wyndham
- Montecristo Zihuatanejo
- Villas Las Palmas Luxury
- Hotel Villas Mexicanas
- Sotavento Luxury Residence
- Hotel Irma
- Villa Los Arcos
- Hotel Villa del Pescador

### Turismo y desarrollo sustentable
De acuerdo a investigadores del Tecnológico de Monterrey, el municipio no presenta claramente un plan de desarrollo sustentable basado en el turismo; principal fuente de ingresos a nivel regional. En ninguna de las páginas oficiales se observa una estrategia en la que el turismo se considere como un motor para mejorar el bienestar de la población local mediante proyectos de infraestructura en salud, educación o ingreso. De acuerdo con entrevistas realizadas a los propios habitantes, el ecosistema se ha deteriorado, por lo que los servicios ambientales que ofrece la bahía, los cuales son el pilar de la economía local, se ven afectados.

## Cultura

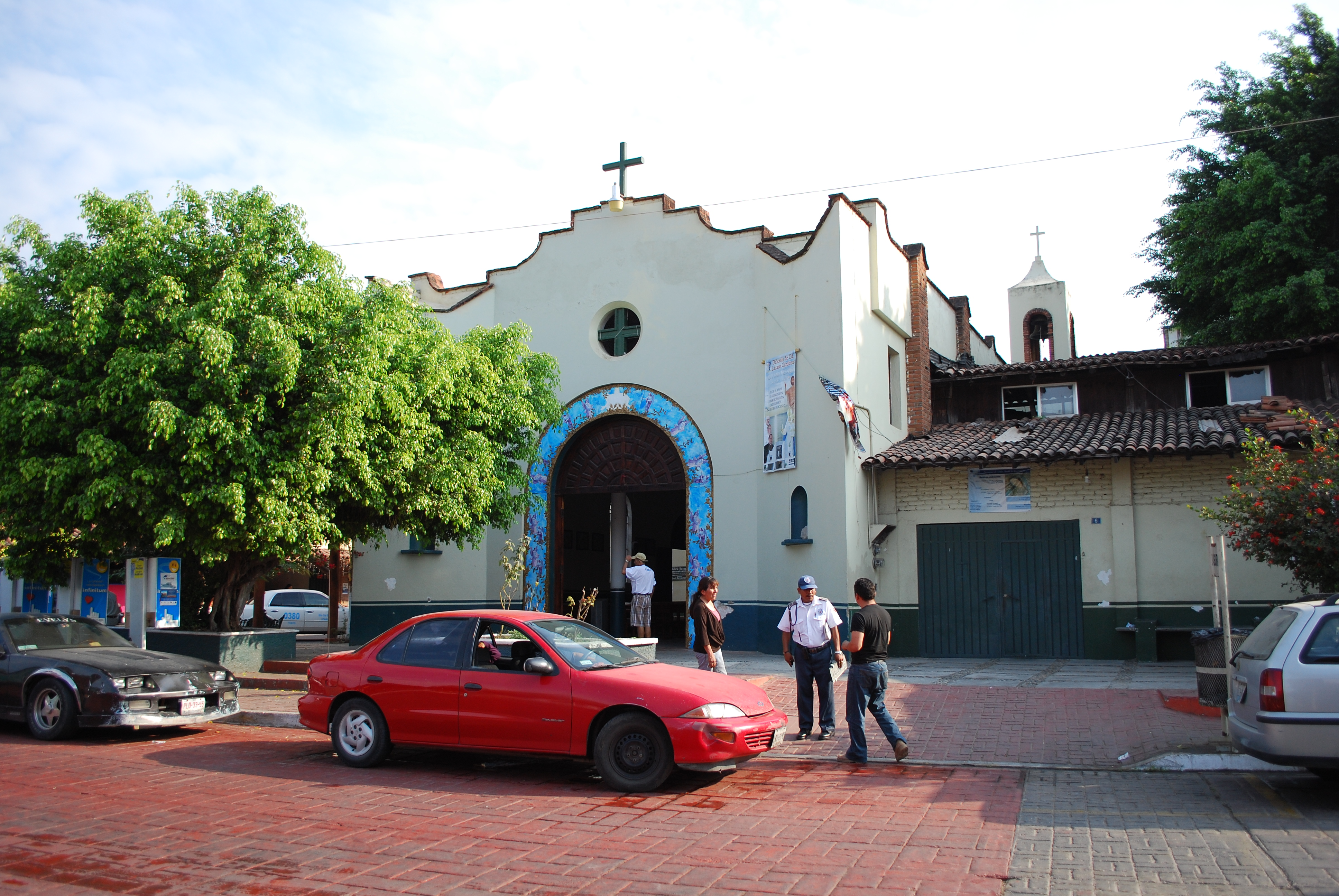
Parroquia de nuestra Señora de Guadalupe.

### Monumentos históricos
- La Parroquia de nuestra Señora de Guadalupe ubicada en el centro de la cabecera municipal. Es la más importante del lado de Zihuatanejo y es considerada monumento arquitectónico de la ciudad.

### Museos

#### Museo Arqueológico de la Costa Grande
El Museo Arqueológico de la Costa Grande se encuentra en el extremo sur de la playa municipal y el Paseo de los Pescadores. Éste cuenta con seis salas que documentan la historia, la arqueología y la cultura de esta parte de la costa de Guerrero. Muchos de los artefactos son de lugares tan lejanos como civilizaciones olmecas y toltecas, ya que ambas exploraron esta zona. 
1. La sala primera del museo exhibe artefactos de los asentamientos establecidos en las costas de Jalisco, Nayarit, Colima y Guerrero.
2. La segunda sala expone cerámica y artesanías de madera tallada de la zona del cerro de Zihuatanejo, entre otras.
3. La tercera sala es dedicada al cultivo de plantas alimenticias y al uso de los recursos naturales, tales como la técnica de bajareque de paredes hechas de ramas entrelazadas y barro.Museo Arqueológico de la Costa Grande.

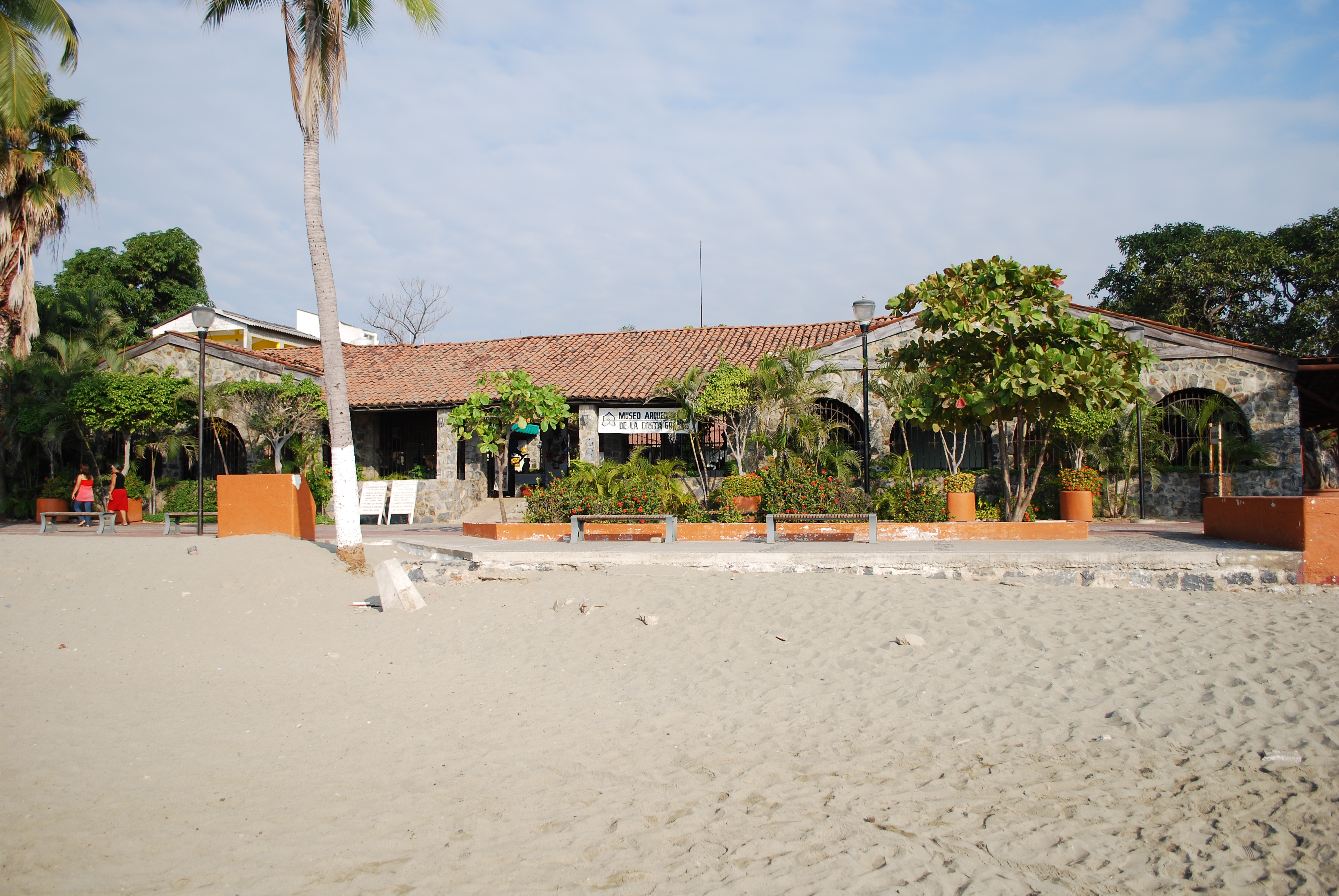
Museo Arqueológico de la Costa Grande.

4. La cuarta sala cubre los aspectos de la vida de los pueblos y el intercambio cultural de 200 a 750 d. C., la introducción de los juegos de pelota y las nuevas técnicas de alfarería.
5. Sala cinco contiene piezas de la época azteca desde 1487 hasta la década de 1520, cuando fue establecida la provincia de Cihuatlán, y se rendía homenaje a los mexicas por la población local en conchas, chocolate, cestería y textiles.
6. La sexta sala abarca el período colonial y la búsqueda de una ruta marítima hacia el oeste durante los siglos 16 y 17. Durante este tiempo los puertos de Zihuatanejo y Acapulco fueron importantes puntos de referencia para los navegantes españoles y otros.

### Festividades

#### Festival Anual Zihua Vela
La ciudad celebra un festival anual llamado el Festival Anual Zihua Vela, que recauda fondos para la educación de los niños desfavorecidos en Zihuatanejo. El evento de cinco días se lleva a cabo en febrero con más de 100 barcos, algunos desde lugares tan lejanos como Alaska entra en la bahía. Los eventos incluyen fiestas, conciertos, subastas y carreras de veleros, cancelaciones chile cocinero y ferias callejeras. En 2009, el evento recaudó $ 640.000 pesos, además de una subvención a juego y una donación de $ 20,000 USD por el Rotary Club.

#### Festival Internacional de Guitarra
Otro festival es el Festival Internacional de Guitarra de Zihuatanejo, que se celebra en marzo, es un evento de una semana de duración a cabo en varios lugares cada noche, con un espectáculo infantil, así como un espectáculo público gratuito en la plaza principal. El Zihua Guitar Fest trae guitarristas de todo el mundo como artista canadiense Adrian Raso, de Sudáfrica hermanos Margarets, Eric McFadden , y con base en Texas Los Pistoleros, solo por nombrar algunos. Este festival se enorgullece en la elaboración de turismo a la zona que ayuda a apoyar a los muchos pequeños negocios familiares. Este festival se inició en 2004 y ha sido un gran éxito para los locales y turistas.
Otras festividades en el puerto son: el "Torneo internacional de Pesca del Pez Vela" y el "Festival de las Tiritas" ambos en el muelle de Zihuatanejo..

### En la cultura popular
En la película The Shawshank Redemption, también conocida como Sueños de libertad, Sueños de fuga o Cadena perpetua, el protagonista (interpretado por Tim Robbins) sueña con abrir un pequeño hotel junto a la playa en Zihuatanejo, al salir de la cárcel, y comprar una barca vieja, arreglarla y llevar a los clientes a pescar.
Telenovelas y series como: María Mercedes (1992), Marimar (1994), Acapulco, cuerpo y alma (1995), Lazos de amor (1995), Locura de amor (2000), Rebelde (2005), Vecinos (2006), Por ella soy Eva (2012) y A que no me dejas (2016) han tenido locaciones en este destino. 
Zihuatanejo es también un destino de mención recurrente y de residencia para los protagonistas en algún momento de la serie El último hombre en la tierra.

## Servicios catastrales

### Abasto
Zihuatanejo es la ciudad más importante de la Costa Grande por eso en ella existen abarroteras, ferreterías, zapaterías, fruterías, tiendas de ropa, casas de empeño, bancos, paqueterías, casas de cambio, cines, casino, boutiques, tiendas departamentales, farmacias, hoteles y más.
Existe un Mercado municipal central en el centro de la ciudad, así como supermercados y plazas comerciales.
Entre los servicios públicos se encuentran:
- Telmex (Teléfono e Internet)
- Capaz (comisión de agua potable)
- CFE (Luz eléctrica)
- Megacable (Televisión por Cable, Teléfono e Internet)
- SKY Y Dish (Televisión Satelital)
- Telefonía celular (Telcel, Unefon, AT&T y Movistar)
- Correos de México y Telecom/Telégrafos
- Policía y Tránsito Municipal
- INFONAVIT
- Central de Autobuses Estrella Blanca y Autovías
- Central de Autobuses Estrella de Oro
- Central de Autobuses Zinacantepec
- Central de Autotransportes de las dos costas (rutas Zihuatanejo - Petatlan, La Unión, Vallecitos de Zaragoza)
- Aeropuerto Internacional de Ixtapa-Zihuatanejo
- Panteones Municipales
- Hospital de Medicina Familiar del IMSS
- Clínica-Hospital del ISSSTE
- Hospital General de la Secretaría de Salud Pública
- Hospital Naval de Ixtapa Zihuatanejo (SEMAR).
- Centros de Salud
- Transporte público colectivo y Taxis
- Aerolíneas
- Agencias de Viajes
- Arrendadoras de Autos
- Cinemex
- Radiodifusoras: Lokura FM 95.3 FM, Estéreo Vida 90.5 FM, Radio Variedades 101.9 FM y FM Globo 98.5 FM.

### Educación
Zihuatanejo cuenta con gran infraestructura en educación básica, entre las que se encuentran: Jardines de niños, Primarias y Secundarias.
En educación media superior cuenta con planteles como: Unidad Académica No.13 (Prepa 13), Escuela Preparatoria Federal por Cooperación "Nicolas Bravo" (Prepa 5), Colegio Nacional de Educación Profesional Técnica No.027 (CONALEP), Centro de Estudios Tecnológicos, Industrial y de Servicio No.45 (CETIS), Colegio de Bachilleres (COBACH) y Centro de Estudios Tecnológicos del Mar (CETMar 34).
En educación superior se encuentra el Instituto Tecnológico de la Costa Grande (ITCG),El Instituto de Estudios Superiores de México (IDESUM),  Universidad Autónoma de Guerrero  Ext. Zihuatanejo, Universidad del Desarrollo Profesional (UNIDEP) y Universidad Sor Juana Inés de la Cruz Campus Ixtapa.
Además de colegios privados como el Instituto de Estudios Superiores de México (IDESUM), Instituto Montessori, Lizardi, Mahatma Gandhi, Bertha Vonn Glumer, Colegio Zihuatanejo (ZCIEAC), Instituto América, CEUSJIC, entre otros que se dedican a la impartición de los tres niveles de educación y escuelas de inglés, artes y computación como: Playa del arte, IMCI, Maryland, IPCI entre otros.
Las escuelas secundarias más renombradas en Zihuatanejo son Secundarias generales Eva Samano de López Mateos, Carolina Coronado de Ramírez y José Martí.

## Transporte

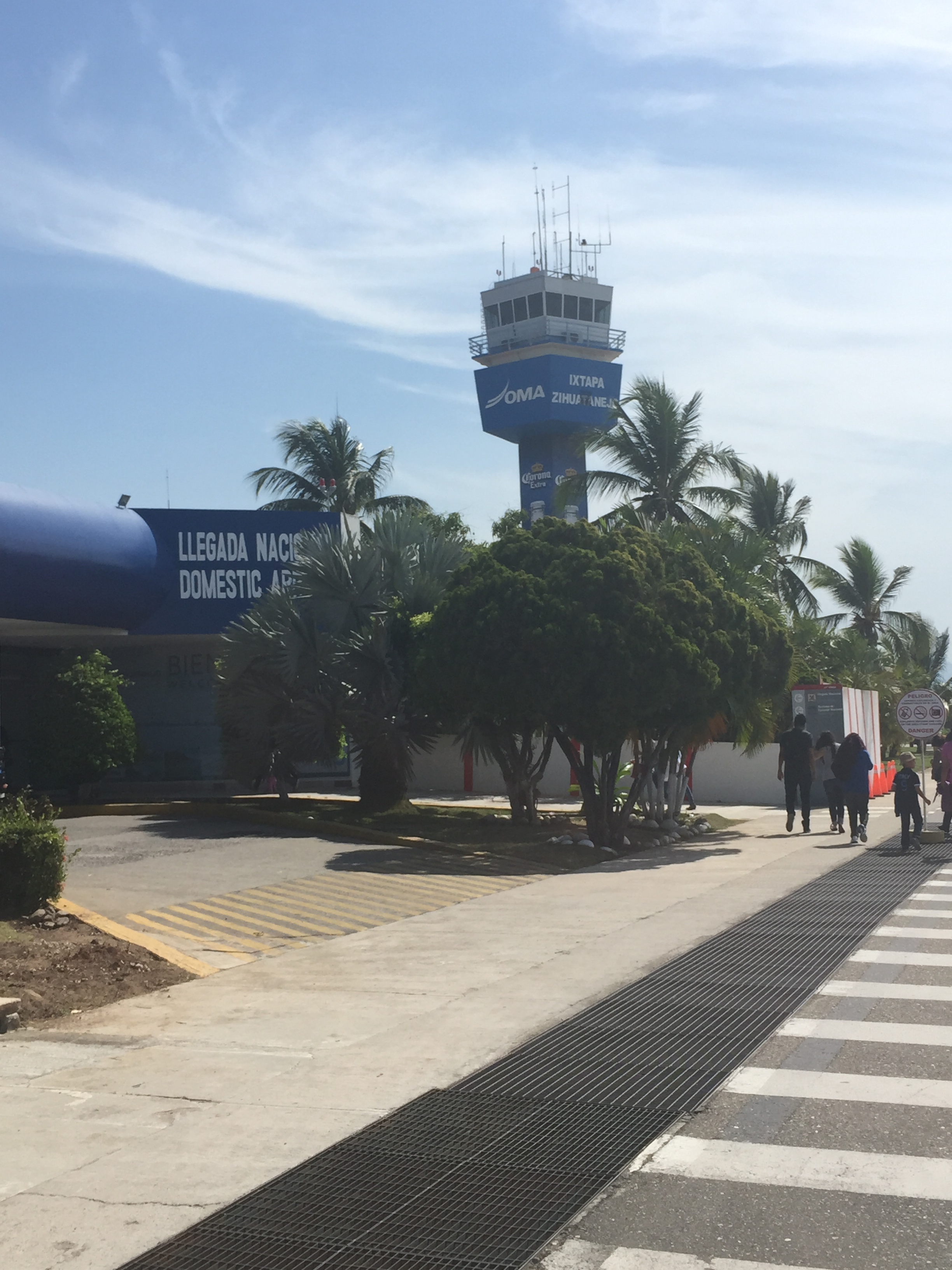
Aeropuerto Internacional de Ixtapa-Zihuatanejo.

### Vías de transporte

#### Autopistas y carreteras
Las principales conexiones del binomio turístico son vía aérea y terrestre. Cuenta con la Carretera Nacional Zihuatanejo-Acapulco que da servicio a las ciudades de Zihuatanejo e Ixtapa.
Adicionalmente la Carretera Federal 200 fue renovada y ampliada entre 2003 y 2016 para aumentar su capacidad de afluencia vehicular a partir del impulso turístico recibido por la creación de la autopista Siglo XXI, que trajo consigo un crecimiento en la afluencia desde el Bajío y occidente del país tanto en transporte privado como líneas regulares de autobuses. Esta carretera conecta también con el puerto de Acapulco.

#### Aeropuerto
En 1976, fue construido el Aeropuerto Internacional de Ixtapa-Zihuatanejo localizado a solo 10 minutos de la ciudad, siendo el segundo aeropuerto internacional en el estado, junto con el Aeropuerto de Acapulco.

#### Autobuses
Actualmente no existe una terminal de autobuses en Ixtapa, sin embargo, algunas de las líneas de transporte hacen una parada exclusiva en esta ciudad para finalmente hacer destino final en la terminal de autobuses de Zihuatanejo, en la que al 2018 prestan servicio 8 diferentes empresas:

| Empresa    | Destinos                    | Parada en Ixtapa |
| ---------- | --------------------------- | ---------------- |
| ADO        | Acapulco                    |                  |
| ADO        | Chilpancingo                | ✓                |
| ADO        | Coyuca de Benítez           |                  |
| ADO        | Cuernavaca                  |                  |
| ADO        | Lázaro Cárdenas             | ✓                |
| ADO        | Ciudad de México (Taxqueña) | ✓                |
| ADO        | Papanoa                     |                  |
| ADO        | Petatlán                    |                  |
| ADO        | San Jerónimo                |                  |
| ADO        | Tecpan de Galeana           |                  |
| Autovías   | 4 Caminos                   |                  |
| Autovías   | Guadalajara                 |                  |
| Autovías   | México Norte                |                  |
| Autovías   | México Poniente             | ✓                |
| Autovías   | Morelia                     | ✓                |
| Autovías   | Toluca                      | ✓                |
| Autovías   | Uruapan                     |                  |
| Autovías   | Zamora                      |                  |
| Costa Line | Acapulco                    |                  |
| Costa Line | Ciudad de México            |                  |
| Costa Line | Chilpancingo                |                  |
| Costa Line | Coyuca de Benítez           |                  |
| Costa Line | Lázaro Cárdenas             |                  |
| Costa Line | Petatlán                    |                  |
| Costa Line | Tecpan de Galeana           |                  |

| Empresa           | Destinos                 | Parada en Ixtapa |
| ----------------- | ------------------------ | ---------------- |
| Estrella Blanca   | San Luis Río Colorado    |                  |
| Estrella Blanca   | San Nicolás de los Garza |                  |
| Estrella Blanca   | Santa Ana                |                  |
| Estrella Blanca   | Sonoyta                  |                  |
| Estrella Blanca   | Tecate                   |                  |
| Estrella Blanca   | Tecomán                  |                  |
| Estrella Blanca   | Tijuana                  |                  |
| Estrella Blanca   | Uruapan                  |                  |
| Estrella Blanca   | Zamora                   |                  |
| Estrella Blanca   | Zapopan                  |                  |
| Futura Bus        | Manzanillo               |                  |
| Futura Bus        | México Norte             |                  |
| Futura Bus        | Monterrey                |                  |
| Futura Bus        | Morelia                  |                  |
| Futura Bus        | Nuevo Laredo             |                  |
| Futura Bus        | Puerto Vallarta          |                  |
| Futura Bus        | Querétaro                |                  |
| Futura Bus        | Saltillo                 |                  |
| Futura Bus        | San Luis Potosí          |                  |
| Ómnibus de México | Celaya                   | ✓                |
| Ómnibus de México | Lázaro Cárdenas          | ✓                |
| Ómnibus de México | Monterrey                | ✓                |
| Ómnibus de México | Nuevo Laredo             |                  |
| Ómnibus de México | Querétaro                |                  |
| Ómnibus de México | Saltillo                 |                  |

| Empresa      | Destinos                | Parada en Ixtapa |
| ------------ | ----------------------- | ---------------- |
| Parhikuni    | Cuatro Caminos          | ✓                |
| Parhikuni    | Morelia                 | ✓                |
| Parhikuni    | Tepalcatepec            | ✓                |
| Parhikuni    | Uruapan                 | ✓                |
| Primera Plus | Aguascalientes          | ✓                |
| Primera Plus | Celaya                  | ✓                |
| Primera Plus | Irapuato                | ✓                |
| Primera Plus | León                    | ✓                |
| Primera Plus | Moroleón                | ✓                |
| Primera Plus | Querétaro               | ✓                |
| Zina Bus     | Ciudad Altamirano       |                  |
| Zina Bus     | Coyuca de Catalán       |                  |
| Zina Bus     | México Poniente         |                  |
| Zina Bus     | San Miguel Zinacantepec |                  |
| Zina Bus     | Tejupilco               |                  |
| Zina Bus     | Toluca                  |                  |

### Medios de transporte
Para trasladarse entre Ixtapa y Zihuatanejo hay numerosos opciones, desde colectivos hasta taxis. Hay un servicio regular de minibuses entre las dos ciudades, cada media hora, hasta las 23:00 horas.

## Relaciones internacionales

### Consulados
Debido a la cercanía con el puerto de Acapulco, la ciudad únicamente cuenta con un consulado honorario que abarca al binomio de Ixtapa-Zihuatanejo.
- Consulado honorario de Alemania

### Hermanamientos
Actualmente el binomio esta hermanado con varias ciudades en México y el mundo, busca estrechar lazos para fortalecer áreas como comercio, inversiones, negocios, cultura, turismo, desarrollo municipal, educación, cultura, ciencia, tecnología, ambiente, ecología, entre otros.
| - Kioto, Japón (1979) - McAllen, Estados Unidos (1997) - Palm Desert, Estados Unidos (2003) - Collingwood, Canadá (2005) - Guadalajara, México (2009) | - Morelia, México (2010) - Uruapan, México (2013) - Bensenville, Estados Unidos (2014) - Sicilia, Italia (2019) - Chicago, Estados Unidos (2019) |